# Мейер, Рахиль
Рахиль Мейер (1806—1874 ; нем. Rahel Meyer) — немецкая писательница, более известна под псевдонимом под именем «Рахиль» (нем. Rahel).

## Биография

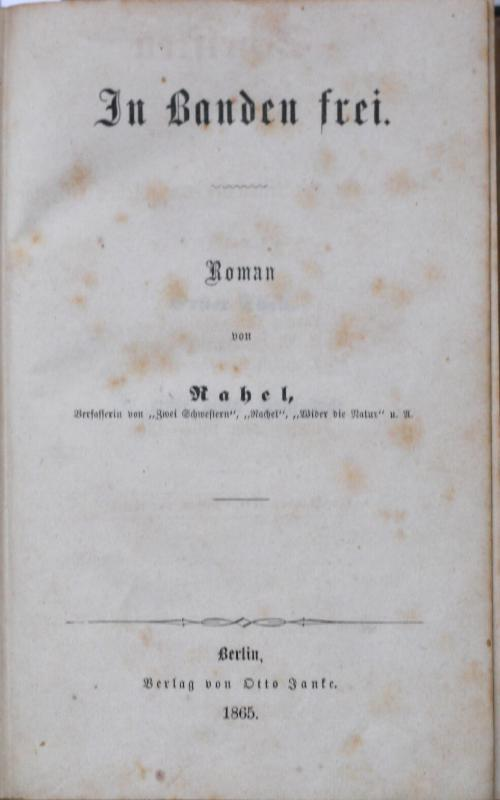
«In Banden Frei»

Рахиль Мейер родилась 11 марта 1806 года в прусском городе Данциге (ныне Гданьск, Польша). Через несколько лет после смерти её сестры Фредерики она вышла замуж за бывшего супруга последней. Посвящая себя благотворительности и обучению детей, она нашла время, чтобы продолжить и собственное самообразование.
Публикация её первой книги была существенно задержана из-за смерти сына. Первые произведения Мейер не имели большого успеха, они касались педагогических вопросов, содержали много автобиографических данных; в сочинении «Zwei Schwestern» подробно говорится о жизни Рахили и её сестры Фредерики Мейер.
Знакомство Мейер в австрийской столице с писателем Леопольдом Компертом и поэтом Людвигом Августом фон Франклем имело благотворное влияние на талант Μейер, и её «Wider die Natur», где дана блестящая характеристика венской жизни, занимает почетное место в немецкой литературе. Большими достоинствами отличается также повесть «Rachel» (Вена, 1889), в которой изображается жизнь великой артистки Рашели. Заслуживает отдельного упоминания её повесть «In Banden Frei» (Берлин, 1869), характеристика Лины Давидзон, с которой они дружили. В начале XX века на страницах «Энциклопедического словаря Брокгауза и Ефрона» было сказано, что писательница «была в конце сороковых годов центром литературного салона в Берлине, а затем в Вене, где вокруг неё группировались писатели Геббель, Иер. Лорм, Мозенталь и др.».
Мейер была также известной благотворительницей и принимала участие во многих общественно-благотворительных акциях.
Рахиль Мейер умерла 8 февраля 1874 года в городе Берлине, где провела последние годы со своими дочерьми.